# 保徳県
保徳県（ほとく-けん）は中華人民共和国山西省忻州市に位置する県。

## 歴史
993年（淳化4年）、宋朝により設置された定羌軍を前身とする。1004年（景徳元年）に保徳軍と改称された。1171年（大定11年）、金朝により保徳県とされたが、1182年（大定22年）には保徳州に昇格した。1913年（民国2年）、州制廃止に伴い保徳県とされた。
1958年に廃止され、管轄区域は興県及び河曲県に編入されたが、1960年に再設置され現在に至る。

## 行政区画
- 鎮:東関鎮、義門鎮、橋頭鎮、楊家湾鎮、孫家溝鎮
- 郷:腰荘郷、韓家川郷、林遮峪郷、馮家川郷、土崖塔郷、南河溝郷